# Domarring von Lellingens

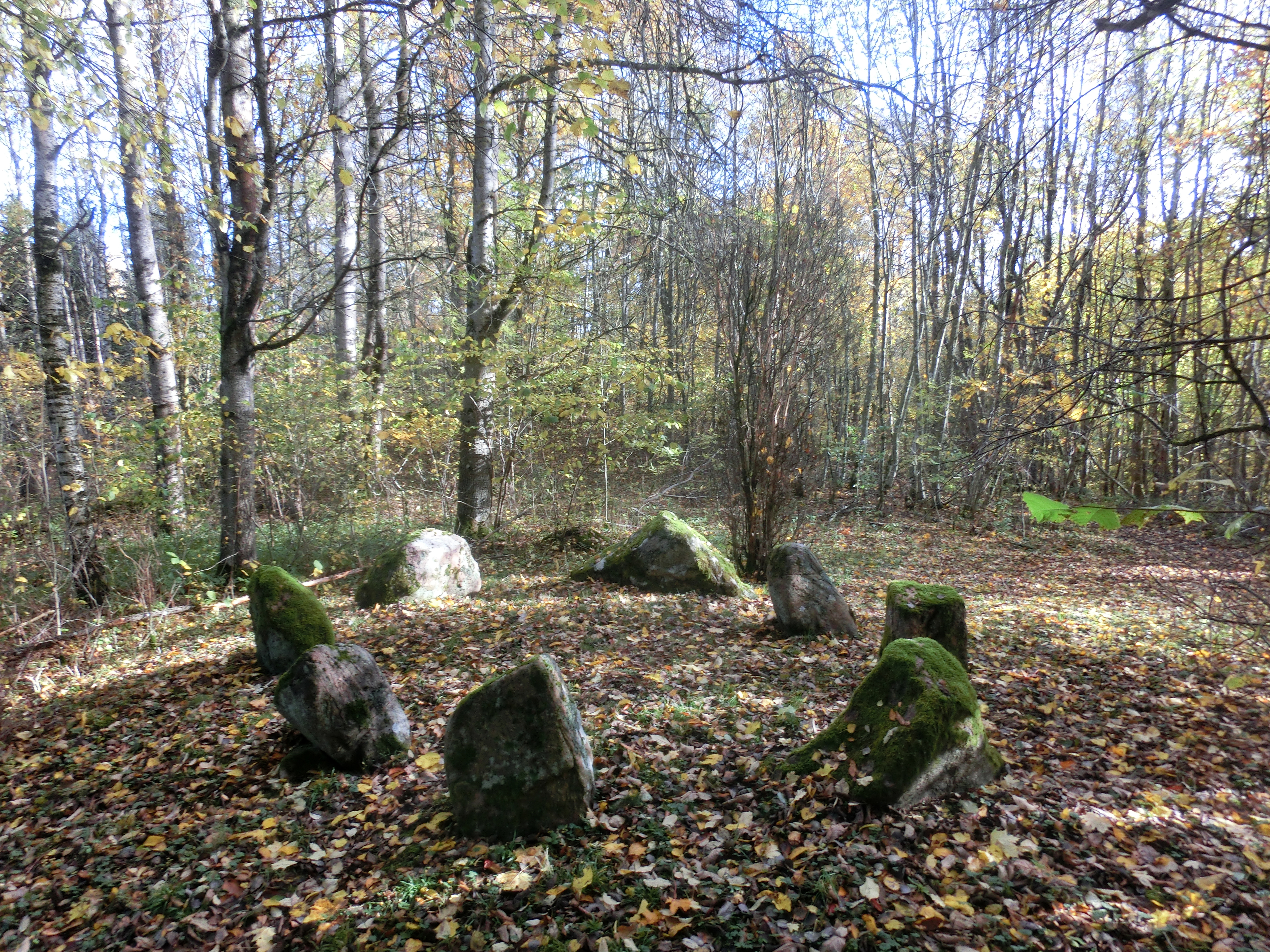
Steinkreis von Lellingens

Der Domarring von Lellingens liegt westlich von Sörby in einem Eichenwald nordöstlich von Floby, bei Falköping in Västra Götalands län in Schweden. 
Der gut erhaltene Steinkreis (schwedisch Domarring) hat etwa 6,0 m Durchmesser und besteht aus acht klobigen Steinen, die sich zumeist nach oben verjüngen. Die acht Steine sind 0,7 bis 0,8 m hoch, 0,55 bis 1,6 m breit und 0,35–0,55 m dick. 
In der Nähe liegen zwei Steinsetzungen von 6,0 m Durchmesser und eine Röse von etwa 8,0 m Durchmesser.